# 日本の索道
日本の索道（にほんのさくどう）では、主に日本における「普通索道」（ロープウェイ・ゴンドラリフト）について解説する。
なお、索道は日本の法律では鉄道事業法により運営されるが、「鉄道事業」ではなく「索道事業」に分類されているため、鉄道の一種とされることは少ない。

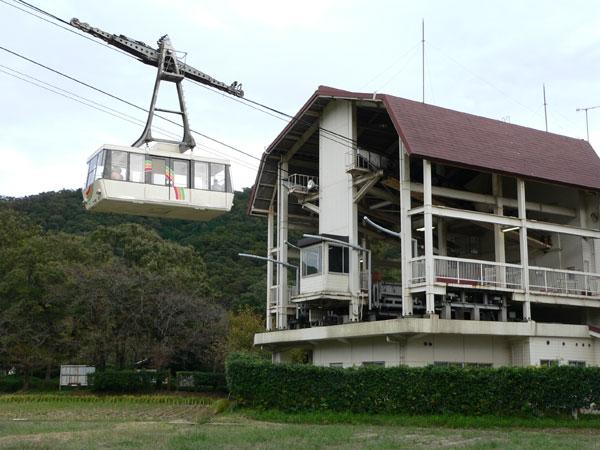
姫路市企業局交通事業部・書写山ロープウェイ（山麓駅）。複線交走式の普通索道

## 法規上の分類
日本では、索道を架空した索条（ワイヤーロープ）に搬器（ゴンドラ）を懸垂して旅客または貨物を運送する施設の総体と定義している。搬器の形状別によって以下のように大別される。
- 普通索道：扉を有する閉鎖式の搬器を使用して旅客または旅客および貨物を運送する索道（ロープウェイまたはゴンドラリフト）。
- 特殊索道：外部に解放された座席で構成されるいす式の搬器を使用して旅客を運送する索道（リフト）。

また、運転の仕方、索条の本数などによって以下のように分類しており、それぞれの組み合わせによって区別している。
- 交走式：2個の搬器が停留場間を交互に往復する索道（ロープウェイ）。
- 循環式：搬器が停留場間を循環する索道（リフト）。
- 滑走式：搬器はなくバーやロープを懸垂する索道（Tバー・Jバーリフト・ロープトゥなど）。
- 複線式：支索に搬器を懸垂し、えい索と平衡索によって運転する索道。
- 単線式：1本の索条に搬器を懸垂して稼動させる索道。
- 複式単線：単線のうち停留場間で索条を複数にした索道。

## 歴史

### 黎明期
日本では古くから山間部の川などに「野猿」「吊舟」などと呼ばれる原始的な索道が使用されている例があったが、機械を動力とした日本最初の索道は1870年（明治3年）に鹿児島県佐多岬灯台建設用として設置された貨物索道である。現代的な鋼製の索道は1890年（明治23年）に足尾銅山で貨物輸送用として採用された単線固定循環式のものが最初である。細尾峠に架設され、設備一式をアメリカ合衆国から輸入し、アメリカ人技師を雇って運用した。のち1902年（明治35年）には足尾銅山の技師であった玉村勇助が独自の方式である玉村式索道を考案し、1907年（明治40年）に玉村工務所を設立して操業を開始し、貨物用索道の国産化が図られた。
一方、旅客用としては1912年（明治45年）に大阪市に開設された新世界の初代通天閣とルナパークを結んで架設された索道が日本初である。設備一式はイタリアのセレッティ・タンファーニ社(Ceretti&Tanfani)が製造・施工した。支索・曳索1本ずつで走行する方式で、搬器は開放式で定員4人であった。1920年代まで運行された。また1914年（大正3年）に東京市で開催された大正博覧会では不忍池の上空に索道を架設して運転したが、博覧会終了とともに撤去している。

### 本格的旅客用索道の登場
1915年（大正4年）に安全索道商会（現・安全索道）が設立された。同社は1921年（大正10年）、奈良市内に試験用の索道を建設し、旅客用索道の研究を開始した。
1927年（昭和2年）には紀伊自動車が三重県の矢ノ川峠に旅客用の索道を開業させた。安全索道商会が受注した。矢ノ川峠は尾鷲町（現・尾鷲市）と木本町（現・熊野市）を結ぶ道路の途中にある峠で、当時のバスでは登坂が不可能であったため索道が架けられたのである。全長1,254 m、高度差382 mで、1本の索条に定員2名の搬器を25個吊り下げる単線循環式であった。これを日本初の旅客用索道とみなす資料もある。この索道は約10年間にわたり運行したが道路が改修され1936年10月省営自動車紀南線（尾鷲-上木本間）の営業開始 により休止撤去されている。

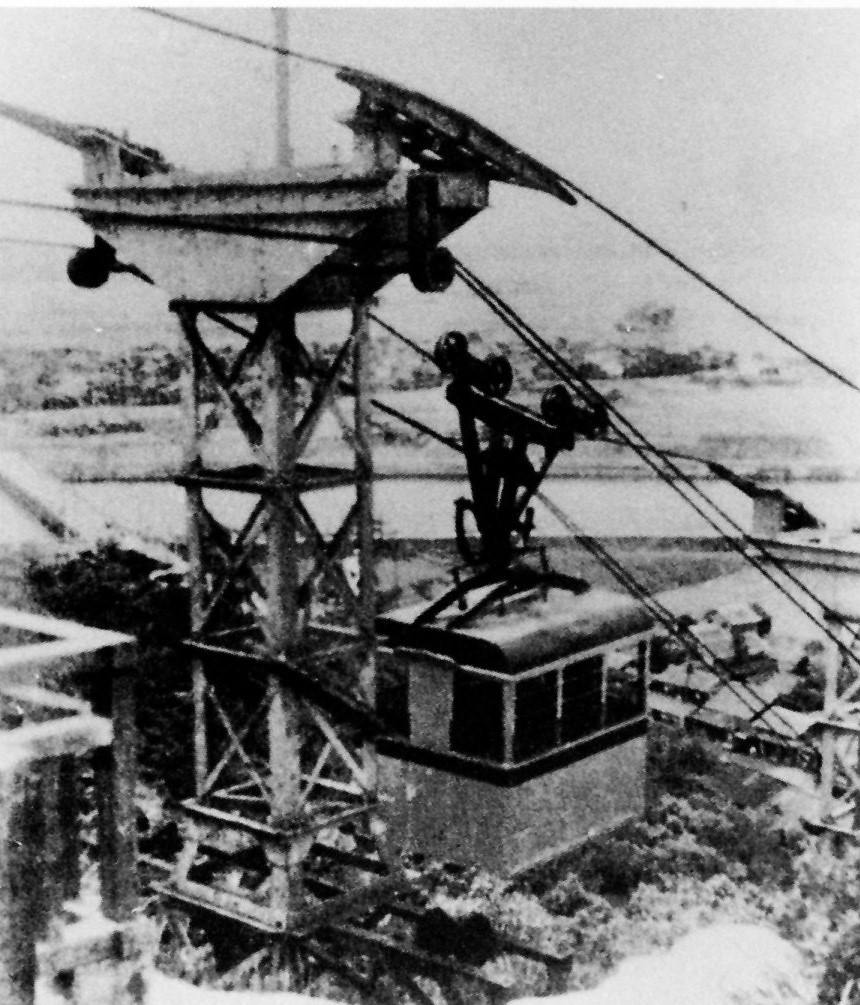
運行中の愛宕索道

1928年（昭和3年）には福岡市の愛宕山に愛宕索道が開業した。愛宕索道では支索1本・曳索2本を用いる3線交走式を初めて採用した。同年には仙台市で開催された東北産業博覧会でもロープウェイが運行された（博覧会終了とともに撤去）ほか、京都市の比叡山にも京都電燈の運営する比叡山空中ケーブルが開業した。
1929年（昭和4年）には奈良県の吉野山に吉野大峯ケーブル自動車が運営する吉野ロープウェイが開業し、続いて1931年（昭和6年）に神戸市の六甲山（六甲登山架空索道）に、1932年（昭和7年）には三重県の二見浦（二見浦旅客索道）に、1933年（昭和8年）には栃木県の日光（日光登山鉄道）に開業した。
1939年（昭和14年）に埼玉県の三峰山に開業した秩父鉄道の三峰ロープウェイは延長1,768 m、高度差615 mに及ぶ当時としては日本国内最大規模の索道であった。しかしロープウェイのほとんどが観光や参拝を目的としたものであったため、1941年（昭和16年）に勃発した太平洋戦争の戦局悪化により、生活路線でもあった吉野ロープウェイ・三峰ロープウェイを除く5路線はケーブルカーと同様に不要不急の施設とされ終戦前に廃止された。

### 戦後の展開
戦後復興が進み1950年（昭和25年）頃から観光需要が高まったのを受け、ケーブルカーでは戦時中に撤去されていた路線が1950年代に復活する例も多かったが、ロープウェイの復活は1950年に復活した明智平ロープウェイの1例のみにとどまっている。しかし、新規開設も行われ、1955年（昭和30年）時点では日本国内にケーブルカーが19路線あったのに対してロープウェイ（普通索道）は12路線あった。
1956年（昭和31年）、山形交通（現・ヤマコー）が山形県の蔵王連峰に世界初の3線自動循環式ロープウェイ（蔵王ロープウェイ）を開業した。設備・搬器は日本ケーブルが製造した。また搬器の大型化も進み、同年には定員30人の搬器も登場している。

## 日本の普通索道一覧
☆印：主に冬期のみ営業のスキー場の普通索道

### 現行

#### 北海道
- 札幌振興公社（藻岩山ロープウェイ）・（札幌藻岩山スキー場）札幌市南区
- 札幌リゾート開発公社（札幌国際スキー場・スカイキャビン8） 札幌市南区
- キロロアソシエイツ（キロロスノーワールド・キロロゴンドラ） 余市郡赤井川村
- 中央バス観光開発（小樽天狗山スキー場・小樽天狗山ロープウエイ） 小樽市
- 中央バス観光開発（ニセコアンヌプリ国際スキー場・アンヌプリゴンドラ） 虻田郡ニセコ町
- ニセコビレッジ（ニセコビレッジスキーリゾート〈旧、ニセコ東山スキー場〉・ニセコゴンドラ〔Niseko Gondola〕〈旧、プリンスゴンドラ〉） ☆ 虻田郡ニセコ町
- ニセコビレッジ（ニセコビレッジスキーリゾート・ビレッジエクスプレス〔Village  Express〕） ☆ 虻田郡ニセコ町
- ニセコビレッジ（ニセコビレッジスキーリゾート・アッパービレッジゴンドラ〔Upper Village Gondola〕） ☆ 虻田郡ニセコ町
- ニセコ東急リゾート（ニセコ東急 グラン・ヒラフ〈旧称は沿革を参照〉・ヒラフゴンドラ）☆ 虻田郡倶知安町
- ニセコ東急リゾート（ニセコ東急 グラン・ヒラフ・エース第2センターフォー）《冬期はリフト》 虻田郡倶知安町
- 日本ハーモニー・リゾート（ニセコHANAZONOリゾート〈旧、ニセコひらふ花園スキー場〉・HANAZONOシンフォニーゴンドラ） 虻田郡倶知安町
- ザ・ウィンザー・ホテルズインターナショナル（ウィンザースノービレッジ） 虻田郡洞爺湖町
- 加森観光（ルスツリゾート・ウエストゴンドラ） 虻田郡留寿都村
- 加森観光（ルスツリゾート・イーストゴンドラ1号線）☆ 虻田郡留寿都村
- 加森観光（ルスツリゾート・イーストゴンドラ2号線）☆ 虻田郡留寿都村
- 加森観光（ルスツリゾート・イゾラゴンドラ）☆ 虻田郡留寿都村
- 加森観光（サッポロテイネ・テイネエイトゴンドラ） ☆ 札幌市手稲区
- 加森観光（サホロリゾート・サホロゴンドラ）☆上川郡新得町
- ワカサリゾート（有珠山ロープウェイ） 有珠郡壮瞥町
- ワカサリゾート（旭岳スキー場・旭岳ロープウェイ） 上川郡東川町
- りんゆう観光（大雪山黒岳スキー場・大雪山層雲峡・黒岳ロープウェイ 黒岳ペアリフト） 上川郡上川町
- 大雪カムイミンタラDMO（カムイスキーリンクス・ゴンドラ）☆ 旭川市（2018年4月1日にアライ地所より譲受）
- 西武・プリンスホテルズワールドワイド（富良野スキー場・富良野ロープウェー） 富良野市
- 西武・プリンスホテルズワールドワイド（富良野スキー場・北の峰ゴンドラ）☆ 富良野市
- 星野リゾート・トマム（アルファリゾート・トマム ・雲海ゴンドラ） 勇払郡占冠村
- 夕張リゾート（マウントレースイ・シャトル6ゴンドラ）☆ 夕張市
- 登別温泉ケーブル（登別温泉ロープウェイ） 登別市
- 鈴木商会（函館七飯スノーパーク・七飯ゴンドラ） 亀田郡七飯町
- 函館山ロープウェイ 函館市

#### 東北地方
青森県
- 八甲田ロープウェー（八甲田ロープウェー） 青森市
- 青森スプリング・スキーリゾート（元・鯵ヶ沢スキー場→ナクア白神スキーリゾート） ☆ 西津軽郡鯵ヶ沢町

岩手県
- 岩手ホテルアンドリゾート（安比高原スキー場・安比ゴンドラ） 八幡平市
- 岩手ホテルアンドリゾート（安比高原スキー場・ザイラーゴンドラ）☆ 八幡平市
- 北日本リゾート（夏油高原スキー場・第1ゴンドラ） 北上市
- 北日本リゾート（夏油高原スキー場・第2ゴンドラ） 北上市
- 鈴木商会（岩手高原スノーパーク）☆ 岩手郡雫石町
- 西武・プリンスホテルズワールドワイド（雫石スキー場・雫石ロープウェイ）☆  岩手郡雫石町

宮城県
- オニコウベ（オニコウベスキー場・テレキャビン）  大崎市
- 宮城蔵王観光（みやぎ蔵王えぼしスキー場・えぼし高原ゴンドラ） 刈田郡蔵王町

秋田県
- 特定非営利活動法人森吉山（阿仁スキー場・阿仁ゴンドラ） 北秋田市

山形県
- 蔵王ロープウェイ（山頂線）（山形蔵王温泉スキー場） 山形市
- 蔵王ロープウェイ（山麓線）（山形蔵王温泉スキー場） 山形市
- 蔵王観光開発（蔵王中央ロープウェイ）（山形蔵王温泉スキー場） 山形市
- 蔵王観光開発（山形蔵王温泉スキー場・蔵王スカイケーブル） 山形市
- 天元台（天元台高原スキー場・天元台ロープウェイ） 米沢市

福島県
- 日立・磐梯代リゾート（猪苗代リゾートスキー場・天鏡台ゴンドラ） 耶麻郡猪苗代町
- 東急リゾートサービス（裏磐梯グランデコスノーリゾート・ゴンドラ） 耶麻郡北塩原村
- 磐梯リゾート開発（アルツ磐梯スキー場・アルツゴンドラ）☆ 耶麻郡磐梯町
- 富士急安達太良観光（あだたら山ロープウェイ〈あだたら高原スキー場・だたらゴンドラ〉） 二本松市

#### 関東地方
茨城県
- 筑波観光鉄道（京成電鉄グループ）
  - 筑波山ロープウェイ つくば市

栃木県
- 鬼怒高原開発
  - 鬼怒川温泉ロープウェイ 日光市
- 日光交通
  - 明智平ロープウェイ 日光市
- ハンターマウンテン塩原
  - ハンターマウンテン塩原・ゴンドラリフト 那須塩原市
  - マウントジーンズスキーリゾート那須・ゴンドラ 那須郡那須町
- 関東自動車（旧:東野交通）
  - 那須ロープウェイ 那須郡那須町

群馬県
- 谷川岳ヨッホ by 星野リゾート 利根郡みなかみ町
- 榛名山ロープウェイ 高崎市
- 渋川市
  - 伊香保ロープウェイ 渋川市
- ブリーズベイオペレーション6号
  - パルコール嬬恋スキーリゾート・ゴンドラリフト 吾妻郡嬬恋村
- 日本製紙総合開発
  - 丸沼高原スキー場・日光白根山ロープウェー 利根郡片品村
- 四季の森ホワイトワールド尾瀬岩鞍
  - 四季の森ホワイトワールド尾瀬岩鞍・ゴンドラリフト 利根郡片品村

埼玉県
- 宝登興業
  - 宝登山ロープウェイ 秩父郡長瀞町

千葉県
- 鋸山ロープウェー 富津市（京成電鉄グループ）

神奈川県
- 泉陽興業
  - YOKOHAMA AIR CABIN 横浜市中区[8][9]
- 小田急箱根
  - 箱根ロープウェイ早雲山線　足柄下郡箱根町
  - 箱根ロープウェイ桃源台線　足柄下郡箱根町
- 西武・プリンスホテルズワールドワイド
  - 箱根 駒ヶ岳ロープウェー　足柄下郡箱根町
- よみうりランド
  - スカイシャトル　川崎市多摩区・東京都稲城市

#### 中部地方
新潟県
- 弥彦観光索道（弥彦山ロープウェイ） 西蒲原郡弥彦村
- 湯沢高原（湯沢高原スキー場/パノラマパーク・湯沢高原ロープウェイ） 南魚沼郡湯沢町
- ガーラ湯沢（ガーラ湯沢スキー場・ディリジャンス）☆   南魚沼郡湯沢町
- ガーラ湯沢（ガーラ湯沢スキー場・ランドー）☆ 南魚沼郡湯沢町
- 西武・プリンスホテルズワールドワイド （苗場スキー場・苗場ドラゴンドラ）（苗場-田代）南魚沼郡湯沢町
- 西武・プリンスホテルズワールドワイド（苗場スキー場・プリンス第1ゴンドラ）☆ 南魚沼郡湯沢町
- 西武・プリンスホテルズワールドワイド（苗場スキー場・プリンス第2ゴンドラ）☆ 南魚沼郡湯沢町
- 西武・プリンスホテルズワールドワイド（かぐらスキー場・みつまたロープウェイ）☆ 南魚沼郡湯沢町
- 西武・プリンスホテルズワールドワイド（かぐらスキー場・かぐらゴンドラ）☆ 南魚沼郡湯沢町
- 西武・プリンスホテルズワールドワイド（かぐらスキー場・田代ロープウェイ）☆  南魚沼郡湯沢町
- 西武・プリンスホテルズワールドワイド（かぐらスキー場・苗場ドラゴンドラ）（苗場-田代）南魚沼郡湯沢町
- 西武・プリンスホテルズワールドワイド（六日町八海山スキー場・八海山ロープウェー） 南魚沼市
- 西武・プリンスホテルズワールドワイド（妙高杉ノ原スキー場・妙高杉ノ原ゴンドラ）☆ 妙高市
- 舞子リゾート（舞子スノーリゾート・舞子ゴンドラ）☆ 南魚沼市
- R&Mリゾート（赤倉観光リゾート&スパ・妙高高原スカイケーブル） 妙高市
- キューピットバレイ（キューピットバレイスキー場・ゴンドラネージュ）☆ 上越市
- ホテルアンドリゾート上越妙高（ロッテアライリゾート・新井ゴンドラリフト） 妙高市
- 日本リフトサービス（石打丸山スキー場・サンライズエクスプレス） ☆ 南魚沼市（2018年12月21日運輸開始）

富山県
- 立山黒部貫光（立山ロープウェイ） 中新川郡立山町
- 医王アローザ（イオックス・アローザ・ゴンドラリフト） 南砺市

石川県
- スノーエリアマネージメント白山（白山一里野温泉スキー場・ゴンドラリフト） 白山市
- スノーエリアマネージメント白山（獅子吼高原・ゴンドラ） 白山市

山梨県
- 昇仙峡ロープウェイ（昇仙峡ロープウェイ） 甲府市
- 身延登山鉄道（身延山ロープウェイ） 南巨摩郡身延町
- 富士山麓電気鉄道（〜河口湖〜 富士山パノラマロープウェイ） 南都留郡富士河口湖町

長野県
- 志賀高原リゾート開発（志賀高原スキー場・東館山ゴンドラ）☆ 下高井郡山ノ内町
- 西武・プリンスホテルズワールドワイド（志賀高原焼額山スキー場・焼額山第1ゴンドラ）☆  下高井郡山ノ内町
- 西武・プリンスホテルズワールドワイド（志賀高原焼額山スキー場・焼額山第2ゴンドラ）☆ 下高井郡山ノ内町
- 奥志賀高原リゾート（奥志賀高原スキー場・奥志賀高原ゴンドラ）☆  下高井郡山ノ内町
- 北志賀竜王（竜王スキーパーク・竜王ロープウェイ） 下高井郡山ノ内町
- 野沢温泉（野沢温泉スキー場・長坂ゴンドラ） ☆ 下高井郡野沢温泉村
- 野沢温泉（野沢温泉スキー場・日影ゴンドラ）☆ 下高井郡野沢温泉村
- 富士見町開発公社（富士見パノラマリゾート・ゴンドラ） 諏訪郡富士見町
- 立科町（白樺高原国際スキー場・蓼科牧場ゴンドラ） 北佐久郡立科町
- 北八ヶ岳リゾート（ピラタス蓼科スノーリゾート・北八ヶ岳ロープウエイ） 茅野市（2012年4月1日から社名変更）
- 五竜（白馬五竜スキー場・五竜テレキャビン） 北安曇郡白馬村
- 白馬フォーティセブン（Hakuba47ウィンタースポーツパーク・ゴンドラLine-8） ☆北安曇郡白馬村
- 白馬観光開発（白馬八方尾根スキー場・八方尾根ゴンドラリフト「アダム」） ☆北安曇郡白馬村
- 白馬観光開発（白馬岩岳スキー場・ゴンドラ『ノア』）☆ 北安曇郡白馬村
- 栂池ゴンドラリフト（栂池高原スキー場・栂池ゴンドラ） 北安曇郡小谷村
- 栂池ゴンドラリフト（栂池ロープウェイ） 北安曇郡小谷村
- 中央アルプス観光（千畳敷スキー場・駒ヶ岳ロープウェイ） 駒ヶ根市
- ジェイ・マウンテンズ・セントラル（ヘブンスそのはらSNOW WORLD・富士見台高原ロープウェイ） 下伊那郡阿智村（富士見台高原）
- アスモグループ（御岳ロープウェイスキー場・御岳ロープウェイ）（夏期のみ営業） 木曽郡木曽町
- 王滝ツーリズム（おんたけ2240・ゴンドラスカイラブ）☆ 木曽郡王滝村

岐阜県
- 岐阜観光索道（金華山ロープウェー） 岐阜市
- 奥飛観光開発（新穂高ロープウェイ・山麓線） 高山市
- 奥飛観光開発（新穂高ロープウェイ・山頂線） 高山市
- 飛騨森林都市企画（チャオ御岳スノーリゾート・リゾートゴンドラ『フライングチャオ』）☆ 高山市
- 中部スノーアライアンス（高鷲スノーパーク）☆ 郡上市
- アルペン（ウイングヒルズ白鳥リゾート・ウイングゴンドラ） 郡上市

静岡県
- アタミ・ロープウェイ 熱海市
- 大室山登山リフト 伊東市
- 下田ロープウェイ 下田市（伊豆急行グループ）
- 大日（伊豆パノラマパーク） 伊豆の国市
- 静岡鉄道（日本平ロープウェイ） 静岡市駿河区・清水区
- 遠州鉄道（かんざんじロープウェイ） 浜松市中央区

#### 近畿地方
三重県
- 御在所ロープウエイ（御在所スキー場） 三重郡菰野町

滋賀県
- 近江鉄道（八幡山ロープウェー） 近江八幡市
- マックアース（箱館山スキー場・箱館山ゴンドラ） 高島市
- びわ湖バレイ（びわ湖バレイロープウェイ） 大津市

京都府
- 京福電気鉄道（叡山ロープウェイ） 京都市左京区

兵庫県
- こうべ未来都市機構（六甲有馬ロープウェー） 神戸市灘区・北区 （2023年4月1日に神戸住環境整備公社より譲受）
- こうべ未来都市機構（摩耶ロープウェー・まやビューライン夢散歩） 神戸市灘区 （2023年4月1日に神戸住環境整備公社より譲受）
- 神戸リゾートサービス（神戸布引ロープウェイ） 神戸市中央区
- 山陽電気鉄道（須磨浦ロープウェイ） 神戸市須磨区
- 神姫バス（書写山ロープウェイ） 姫路市
- ジャパンパーク&リゾート（姫路セントラルパーク） 姫路市
- 城崎観光（城崎温泉ロープウェイ） 豊岡市
- MEリゾート但馬（おじろスキー場・香美町小代ゴンドラリフト）☆ 美方郡香美町

奈良県
- 吉野大峯ケーブル自動車（吉野ロープウェイ） 吉野郡吉野町
- 近畿日本鉄道（葛城山ロープウェイ） 御所市

#### 中国地方
広島県
- 広島観光開発（宮島ロープウェー・紅葉谷線） 廿日市市（広島電鉄グループ）
- 広島観光開発（宮島ロープウェー・獅子岩線） 廿日市市（広島電鉄グループ）
- おのみちバス（千光寺山ロープウェイ） 尾道市

山口県
- 錦川鉄道（岩国城ロープウェー） 岩国市
- 下関市（下関市火の山ロープウェイ） 下関市

#### 四国地方
徳島県
- 四国ケーブル（太龍寺ロープウェイ） 那賀郡那賀町
- 箸蔵山ロープウェイ 三好市
- 徳島新聞社・眉山ロープウェイ運営共同事業体（眉山ロープウェイ） 徳島市

香川県
- 小豆島総合開発（寒霞渓ロープウェイ） 小豆郡小豆島町
- 四国ケーブル（雲辺寺ロープウェイ） 観音寺市

愛媛県
- 松山市（松山城山ロープウェイ） 松山市
- 石鎚登山ロープウェイ 西条市

#### 九州・沖縄地方
長崎県
- 長崎市（長崎ロープウェイ） 長崎市
- 雲仙ロープウェイ 雲仙市

大分県
- 別府ロープウェイ 別府市

### 休止
- 西武・プリンスホテルズワールドワイド（雫石スキー場・千沼ヶ原・雫石第一ゴンドラ）☆ 岩手郡雫石町【休止中】
- 西武・プリンスホテルズワールドワイド（雫石スキー場・雫石ゴンドラ）☆ 岩手郡雫石町【休止中】
- ニセコビレッジ（ニセコ東山スキー場・ニセコ東山ゴンドラ）☆ 北海道虻田郡ニセコ町【2006年から休止中】
- ライフスタイルサービス（岩原スキー場・岩原ゴンドラ）☆ 新潟県南魚沼郡湯沢町【2007年から休止中】
- 加森観光（サッポロテイネ・手稲山ロープウェイ） 札幌市手稲区【2008年12月12日から休止中】
- アパサービス（アパリゾート妙高パインバレー・妙高パインバレーゴンドラ）☆ 妙高市【2009年から休止中】
- 奥道後国際観光（ホテル奥道後）（奥道後ロープウェイ）松山市【2009年12月1日から休止中】
- ピステジャポン（ピステジャポン伊吹〈元・伊吹山スキー場〉・伊吹山ゴンドラ） 米原市（2010年7月24日から夏期のみ営業再開）【休止中】
- 東洋建物管理 〈大鰐地域総合開発〉 （大鰐温泉スキー場・大鰐あじゃら公園ゴンドラ） ☆ 南津軽郡大鰐町 【休止中】
- 草津観光公社（草津国際スキー場・白根火山ロープウェイ） 吾妻郡草津町【休止中?】（正式の発表は無）
- スノーエリアマネージメント白山（白山瀬女高原スキー場・ゴンドラリフト） 白山市【休止中】
- 白馬フォーティセブン（Hakuba47ウィンタースポーツパーク・第4ゴンドラ）《冬期はリフト》【夏期は運休中】☆ 北安曇郡白馬村
- 千早赤阪村営（金剛山ロープウェイ）【平成31年3月15日耐震強度の問題により運行停止】 大阪府南河内郡千早赤阪村
- 瑞穂リゾート（瑞穂ハイランド・ゴンドラリフト）☆ 邑智郡邑南町【2020年4月22日運営会社破産】

### 廃止

#### 北海道
- 稚内市（稚内公園ロープウェイ） 【2006年3月31日限りで廃止】 北海道稚内市
- ウインターガーデン・リゾーツ（津別スキー場・津別ゴンドラ）☆ 北海道網走郡津別町
- 札幌国際スキー場（スカイキャビン） ☆ 北海道札幌市南区[10]
- 札幌国際スキー場（スカイキャビン6） ☆ 北海道札幌市南区【2020年廃止】[11]

#### 東北地方
- 東北産業博覧会 【1928年・期間限定】 宮城県仙台市、広瀬川を挟んで第一会場（仙台第二中学校）と第二会場（西公園）の間
- 会津若松市（背炙り山空中ケーブル） 【1985年4月1日廃止】 福島県会津若松市
- プリンスホテル（千畑ゴンドラ） 秋田県仙北郡美郷町
- 花渕山観光開発（スカイポーター） 宮城県大崎市

#### 関東地方
- 東横百貨店（空中ケーブルひばり号、1951年8月25日開業、東横百貨店（現東急百貨店東館）屋上 - 玉電ビル（現在の西館）屋上 - 東横百貨店屋上間）【1953年廃止】 東京都渋谷区 ※玉電ビル屋上では折り返すだけで乗降はできなかった。
- 奥多摩湖観光（小河内観光開発）（奥多摩湖ロープウェイ） 東京都西多摩郡奥多摩町
- 横浜博覧会ゴンドラ 【1989年廃止・期間限定】 神奈川県横浜市
- 東武興業（中禅寺温泉ロープウェイ） 栃木県日光市
- 東武興業（赤城山ロープウェイ） 群馬県前橋市
- オリエンタルランド（東京ディズニーランド・スカイウェイ）【1998年11月3日限りで廃止】 千葉県浦安市
- 東武鉄道（東武動物公園・スカイウェイ） 【2003年9月30日限りで廃止】 埼玉県南埼玉郡宮代町
- 秩父鉄道（三峰ロープウェイ） 【2007年5月31日まで休止→同年11月30日限りで廃止に変更】埼玉県秩父市
- 晴遊閣大和屋ホテル 足柄下郡箱根町

#### 中部地方
- 呉羽運体器 富山県呉羽山、1913年春より9月に事故のため運転終了
- 熱海高原ロープウェイ 静岡県熱海市
- 長野国際観光（善光寺ロープウェイ） 【1975年10月廃止】 長野県長野市
- 山中温泉ロープウェイ 1959年1月開業【1978年10月休止、1981年廃止】全長623 m、 石川県加賀市水無山頂
- 三ケ根山観光（三ケ根山ロープウェイ） 1957年11月開業【1976年11月廃止】 愛知県額田郡幸田町
- 知多乗合（内海ゴンドラ） 知多郡南知多町
- 恵那峡ワンダーランド（恵那峡ロープウェイ） 岐阜県恵那市・中津川市
- 高山市（鈴蘭高原スキー場・ゴンドラ） 岐阜県高山市
- 2005年日本国際博覧会（モリゾー・ゴンドラ） 【2005年3月25日 - 9月25日】 愛知県愛知郡長久手町（現：長久手市）・瀬戸市
- 2005年日本国際博覧会（キッコロ・ゴンドラ） 【2005年3月25日 - 9月25日】 愛知県愛知郡長久手町
- プリンスホテル（ごりんゴンドラ） 長野県下高井郡山ノ内町
- プリンスホテル（湯田中ロープウェイ） 長野県下高井郡山ノ内町
- 淡島マリンパーク（淡島ロープウェイ） 静岡県沼津市【2008年から休止で廃止】
- 富山市（牛岳温泉スキー場・ロープウェイ）☆ 富山県富山市【2006年9月から休止で廃止】
- タングラム斑尾（タングラムスキーサーカス・スカイスニーカー）《冬期はリフト》（2011年から夏期もリフト） 上水内郡信濃町 【特殊索道（リフト）に変更】
- 志賀高原リゾート開発（志賀高原スキー場・蓮池ロープウェイ） 下高井郡山ノ内町【2011年から休止で廃止】
- 静岡鉄道浅間山リフト 静岡県静岡市【1974年の土砂崩れにより廃止】
- 大山観光開発（立山山麓スキー場・ゴンドラ） 富山市

#### 近畿地方
- 紀伊自動車（矢の川索道） 【1936?年廃止】 三重県尾鷲市・熊野市（矢の川峠）
- 二見浦旅客索道 【1942年廃止】 三重県伊勢市
- 比叡山空中ケーブル 京都府京都市左京区 旧線（現・叡山ロープウェイとは全くの別ルート）の戦争による一時廃止。
- 六甲登山架空索道 【1944年撤去】 兵庫県神戸市灘区
- 神戸住環境整備公社（六甲有馬ロープウェー・表六甲線） 兵庫県神戸市灘区【2004年12月から休止、2024年9月廃止】
- 白浜ロープウェイ【1958年12月1日 - 1969年12月】 和歌山県白浜町（白浜町→南海白浜観光）[12]
- レインボーロープウェイ 大阪府吹田市 【1970年3月14日 - 9月13日】日本万国博覧会会期中の期間限定、近畿日本鉄道が運営。
- フラワーキャビン 大阪市鶴見区 【1990年4月1日 - 9月30日】花の万博会期中の期間限定。
- 新和歌遊園（新和歌浦ロープウェイ） 【1997年2月1日廃止】 和歌山県和歌山市
- 阪急電鉄（宝塚ファミリーランド・スカイウェイ） 【2003年廃止】 兵庫県宝塚市
- 比良索道（比良ロープウェイ・京阪電気鉄道グループ） 【2004年3月31日限りで廃止】 滋賀県大津市
- 日本ドリーム観光（奈良ドリームランド・スカイウェイ「テンラッシュ」） 【2006年3月31日限りで廃止】 奈良県奈良市
- 能勢電鉄（妙見の森リフト）【2023年12月4日廃止】 兵庫県川西市

#### 中国地方
- 鳥城観光（久松山ロープウェイ） 【1969年6月開業、1984年7月廃止】 鳥取県鳥取市
- ユートピア・マウンテンリゾート（アサヒテングストン）☆ 浜田市【2020年2月17日事業停止】
- 湯原振興株式会社（湯原ロープウェイ） 【1975年4月開業、1979年11月閉鎖?】 岡山県湯原町湯原温泉駅 - 霞ヶ丘公園駅、傾斜長1,132 m,高低差132 m
- おもちゃ王国（岡山スカイガーデン） 岡山県岡山市 【2007年5月7日から休止で廃止】
- 防府市（大平山ロープウェイ）【1959年3月開業、2014年8月休止、2015年2月廃止】 山口県防府市
- 山口きらら博（きらゴン）【2001年7月14日 - 9月30日】 山口県吉敷郡阿知須町

#### 四国地方
- 千羽海崖ロープウェイ 【1986年廃止】 徳島県日和佐町（現・美波町）
- 南レク（御荘湾ロープウェイ） 【2006年3月31日限りで廃止】 愛媛県南宇和郡愛南町
- 五台山ロープモノレール 【1969年2月開業、1978年9月休止、1981年廃止】 高知県高知市

#### 九州・沖縄地方
- 門司ロープウェイ【1958年3月開業、1964年1月廃止】 福岡県門司市（現・北九州市）
- 高塔山ロープウェイ【1958年8月開業、1971年廃止】 福岡県若松市（現・北九州市）
- 愛宕索道 【1943年廃止】 福岡県福岡市西区
- 長崎市（長崎スカイウェイ）【1991年開業、2008年4月1日廃止。斜長429 m】 長崎市稲佐山公園
- 天草海洋レジャーランド（天草海上ロープウェイ）1999年頃休止、その後廃止。熊本県本渡市（現・天草市）
- 九州産交ツーリズム（阿蘇山ロープウェー）【1958年4月開業、2019年12月廃止】 熊本県阿蘇市
- 東阿蘇観光開発（仙酔峡ロープウェイ） 阿蘇市【1964年8月18日開業　2019年廃止】 熊本県阿蘇市
- 別府国際観光（志高ロープウェイ ）【1984年8月開業、1998年廃止】 大分県別府市
- 鹿児島交通（さつま湖ロープウェイ） 【1956年4月開業、1969年5月廃止】鹿児島県吹上町（現・日置市）
- 磯庭園ロープウェイ 【1993年7月廃止。施設撤去済み】鹿児島県鹿児島市

#### 貨物専用
- 岩手軽便鉄道→日本国有鉄道（仙人峠貨物索道） 【1950年廃止】
- 紀和索道
- 十津川索道
- 飛騨索道 【1931年廃止】 岐阜県中津川市・下呂市
- 大和索道
- 洞川電気索道
- 益田索道 【1951年廃止】 島根県益田市

### 建設予定・計画・構想
- 北海道石狩市（石狩湾新港 - 市中心部） - 石狩モノレールの代替構想として、2023年度から導入検討[13][14][15]
- キロロタウンコンビ 北海道余市郡赤井川村 キロロスノーワールド / キロロアソシエイツ〈2017年6月30日許可〉
- 花園シンフォニーゴンドラ 北海道虻田郡倶知安町 / 日本ハーモニーリゾート〈2019年5月10日許可〉
- 神奈川県横浜市西区・中区（横浜駅 - 横浜市中央卸売市場 - みなとみらい地区 - 山下埠頭）[8]
- スキージャム勝山 福井県勝山市村岡町 / 勝山高原開発〈1991年2月22日許可〉
- 東京都江東区（汐留 - 有明）[16]
- 兵庫県神戸市中央区（新港突堤西地区 - 中突堤・メリケンパーク - 神戸ハーバーランド）[17][18]
- 福岡スカイウェイ 福岡県福岡市博多区（博多駅 - 博多港）[19] - 市議会の反対により、2019年導入断念[20]
- 関門海峡ロープウェイ 山口県下関市・福岡県北九州市門司区

## 日本国内メーカー
- 日本ケーブル（日本国内シェア第1位）
- 安全索道（日本国内シェア第2位）
- 東京索道
- 樫山スノーテック
- JFEプラントエンジ（ライトナー・ポマ代理店）
- 三菱重工業（撤退）
- 太平索道（廃業）
- 小島製作所（廃業）